# Mohamed Kanno
Mohamed Ibrahim Kanno (Khobar, 22 de setembro de 1994), é um futebolista saudita que atua como meio-campo. Atualmente, defende o Al-Hilal.

## Carreira
Foi convocado para defender a Seleção Saudita de Futebol na Copa do Mundo de 2018.

## Títulos
Al-Hilal
- Liga dos Campeões da AFC: 2019, 2021
- Campeonato Saudita: 2016-17, 2017-18, 2019-20, 2020-21, 2021-22, 2023–24
- Copa do Rei: 2016–17, 2019–20, 2022–23, 2023–24
- Supercopa Saudita: 2018, 2021, 2023, 2024